# 克劳迪娅·亨斯特
克劳迪娅·亨斯特（德語：Claudia Hengst，1969年9月3日—），德国女子游泳运动员。她曾代表德国参加1988年、1992年、1996年、2000年和2004年夏季残疾人奥林匹克运动会游泳比赛，获得十三枚金牌、四枚银牌和八枚铜牌。